# Cantón de Saint-Pierre-de-Chignac
El cantón de Saint-Pierre-de-Chignac era una división administrativa francesa, que estaba situada en el departamento de Dordoña y la región de Aquitania.

## Composición
El cantón estaba formado por quince comunas:
- Atur
- Bassillac
- Blis-et-Born
- Boulazac
- Eyliac
- La Douze
- Marsaneix
- Milhac-d'Auberoche
- Notre-Dame-de-Sanilhac
- Saint-Antoine-d'Auberoche
- Saint-Crépin-d'Auberoche
- Sainte-Marie-de-Chignac
- Saint-Geyrac
- Saint-Laurent-sur-Manoire
- Saint-Pierre-de-Chignac

## Supresión del cantón de Saint-Pierre-de-Chignac
En aplicación del Decreto nº 2014-218 de 21 de febrero de 2014, el cantón de Saint-Pierre-de-Chignac fue suprimido el 22 de marzo de 2015 y sus 15 comunas pasaron a formar parte; doce del nuevo cantón de Isle-Manoire y tres del nuevo cantón Alto Périgord Negro.